# Siphonoperla burmeisteri
Siphonoperla burmeisteri är en bäcksländeart som först beskrevs av Pictet, F.J. 1841.  Siphonoperla burmeisteri ingår i släktet Siphonoperla och familjen blekbäcksländor. Arten är reproducerande i Sverige. Inga underarter finns listade i Catalogue of Life.